# 西格门迪尔·达维兹·京勒伊格松
西格门迪尔·达维兹·京勒伊格松（發音：[ˈsɪɣmʏntʏr ˈtaːvið ˈkʏnlœyxˌsɔːn]；1975年3月12日—），是冰岛政治人物，2009年起任进步党主席，2009年4月25日当选阿尔庭（Althing，冰岛议会）雷克雅未克北部选区第八任议员。2013年4月27日当选为东北选区第一任议员，2013年5月任冰岛总理。
2016年4月5日，巴拿馬文件洩漏，顯示其隱匿所持有國外空頭公司的股權和與妻子將所繼承的數以百萬美元資產進行投資，而且在金融海嘯期間將資產從瀕臨破產的冰島移出相當於420萬美元或1.39億新台幣的金額。隨後民眾上街抗議與連署要求他下台，京勒伊格松成為第一位受到巴拿馬文件影響而辭職的中央行政首長（總理）。

## 生平
在學期間共修讀完經濟和政治兩個學位。
2009年1月18日以40.9%的党内选票击败赫斯屈聚尔·索尔哈尔松（37.9%）当选进步党主席。
2013年4月27日，冰岛议会选举中进步党和独立党赢得19个席位。4月30日，奥拉维尔总统授权西格蒙杜爾组建政府。
2013年5月17日进步党主席西格蒙杜爾·大衛當選将成为下任总理，与独立党组成联合执政府；独立党的领袖小布亚尼·本尼迪克特松则占据金融和经济事务部长的位置。西格蒙杜爾·大衛是冰岛共和国历史上最年轻的总理，也是世界上年龄最小的民选政府首脑。
2016年4月5日原先否認被牽涉到巴拿馬文件中指出他於2009年當選冰島國會議員後並無申報他所持有的空頭公司溫特里斯（Wintris）的股權。轉讓和避稅相關事實，但因2009年正值冰島破產之際，整個國家陷入經濟危機，官員卻隱匿資產投資並搬到國外進行逃稅引發全國民眾憤怒，在5日時，超過23000人（佔冰島總人口約一成）上街抗議和連署要求總理和內閣官員下台。在事發幾小時內，向總統提交解散國會要求但遭到拒絕，加上抵擋不住來自人民和在野黨的排山倒海壓力火速下台。

## 荣誉

### 冰岛勋章奖章
- 白隼大十字勋章（英语：Order of the Falcon）（2014年12月13日[12]）